# Nanako Matsushima
Nanako Matsushima ( (松嶋 菜々子?, Matsushima Nanako); Zama, 13 ottobre 1973) è un'attrice e modella giapponese.

## Biografia
È nota per aver partecipato al film Ring e nel dorama live action Great Teacher Onizuka ispirata all'omonimo manga. Dopo aver conosciuto durante le riprese di GTO Takashi Sorimachi, lo sposa il 21 febbraio 2001: hanno due bambini.

## Filmografia

### Televisione
- Suna no tou: Shiri sugita rinjin (2016)
- Lucky Seven (2012)
- Kaseifu no Mita (Mita the Housekeeper) (2011)
- Kyumei Byoto 24 Ji 4 (24 Hour Emergency Ward 4) (2009)
- Hana yori dango 2 (Boys Over Flowers) (2007)
- Furuhata Ninzaburo Final (2006)
- Hana Yori Dango (Boys Over Flowers) (2005)
- Hotaru no Haka (Una tomba per le lucciole) (2005)
- Kyumei Byoto 24 Ji 3 (24 Hour Emergency Ward 3) (2005)
- Bijo ka Yajuu (The Beauty or the Beast) (2003)
- Toshiie to Matsu (Toshiie and Matsu) (2002)
- Yamato Nadeshiko (serie televisiva)(Perfect Woman) (2000)
- Hyakunen no Monogatari (The Story of One Century) (2000)
- Koori no sekai (Ice World) (1999)
- Ringu 2 (1999)
- Majo no jōken (Forbidden Love) (1999)
- Kyumei Byoto 24 Ji (24 Hour Emergency Ward) (1999)
- Great Teacher Onizuka (1998)
- Sweet Season (1998)
- Midnight Express (1998)
- Ringu (1998)
- Shinryounaikai Ryouko (The Doctor Is In) (1997)
- Konna Koi no Hanashi (A Story Of Love) (1997)
- Yonimo Kimyona Monogatari Kanrinin (1997)
- Kimi ga Jinsei no Toki (The Time of Your Life) (1997)
- Himawari! (Sunflower) (1996)
- Heart ni S (1995)
- Onegai Darin (Please Darling!) (1993)
- Shacho ni natta Wakadaisho (1992)

### Cinema
- Ghost: In Your Arms Again (2010)
- Inugamike no Ichizoku (2006)
- Ring (リング Ringu), regia di Hideo Nakata (1998)
- Proteggi l'assassino - Shield of Straw, regia di Takashi Miike (2013)
- When Marnie Was There (2014)
- The Crimes That Bind (2018)